# Боре (провінція Парма)
Боре (італ. Bore) — муніципалітет в Італії, у регіоні Емілія-Романья, провінція Парма.
Боре розташоване на відстані близько 390 км на північний захід від Рима, 125 км на захід від Болоньї, 45 км на захід від Парми.
Населення — 765 осіб (2014).

## Демографія
Населення за роками:

Станом на 1 січня 2023 року в муніципалітеті офіційно проживав 51 іноземець з 13 країн, серед них 21 громадянин країн Євросоюзу та 2 громадяни України.

## Сусідні муніципалітети
- Барді
- Морфассо
- Пеллегрино-Парменсе
- Варано-де'-Мелегарі
- Варсі
- Вернаска